# Hawk Nelson
Hawk Nelson est un groupe de rock et punk chrétien évangélique canadien, originaire de Peterborough, en Ontario. est formé en 2003, le groupe est composé de Jason Dunn (chant, piano), Daniel Biro (basse), Jonathan Steingard (guitare) et Justin Banner (batterie).

## Biographie

### Débuts indépendants (2000–2003)
En 2000, Dunn, Clark, et Paige forment, à Peterborough, un groupe appelé SWISH, et Biro chante pour un quatuor appelé Cheese Monkeys from Planet Nine, originaire de Barrie. En 2000, SWISH publie un premier album indépendant, Riding Around the Park, sur Mime Radio, un label indépendant situé à Peterborough. En janvier 2002, Biro emménage à Peterborough pour rejoindre Dunn, Clark et Paige et SWISH est rebaptisé Reason Being, avant de prendre finalement le nom de Hawk Nelson. En 2003, ils sortent leur deuxième album indépendant, Saturday Rock Action.

### Letters to the President(2004–2005)
Ils continuent à jouer indépendant en Ontario, au Canada, avant de signer avec le label Tooth & Nail Records, sous les conseils de Trevor McNevan, chanteur des groupes Thousand Foot Krutch et FM Static. McNevan, aussi de Peterborough, est cité pour avoir découvert le groupe. Leur premier album, Letters to the President, sorti en juillet 2004, se vend tout à plus de 750 000 exemplaires. Il est produit par Aaron Sprinkle et McNevan. Un clip de la chanson California sera tourné.
Ils interprètent les Who dans un épisode de la série de la NBC America Dreams, et ils enregistrent une chanson intitulée la chanson Bring 'em Out pour le film Yours, Mine and Ours sorti en 2005. En octobre 2005, le groupe réédite Letters to the President, avec de nouvelles chansons dont une reprise de My Generation des Who, trois versions acoustiques de leurs chansons et une reprise. Hawk Nelson. Le 20 décembre 2005, Hawk Nelson publie un EP intitulé Bring 'Em Out

### Smile, It's the End of the World(2006–2007)

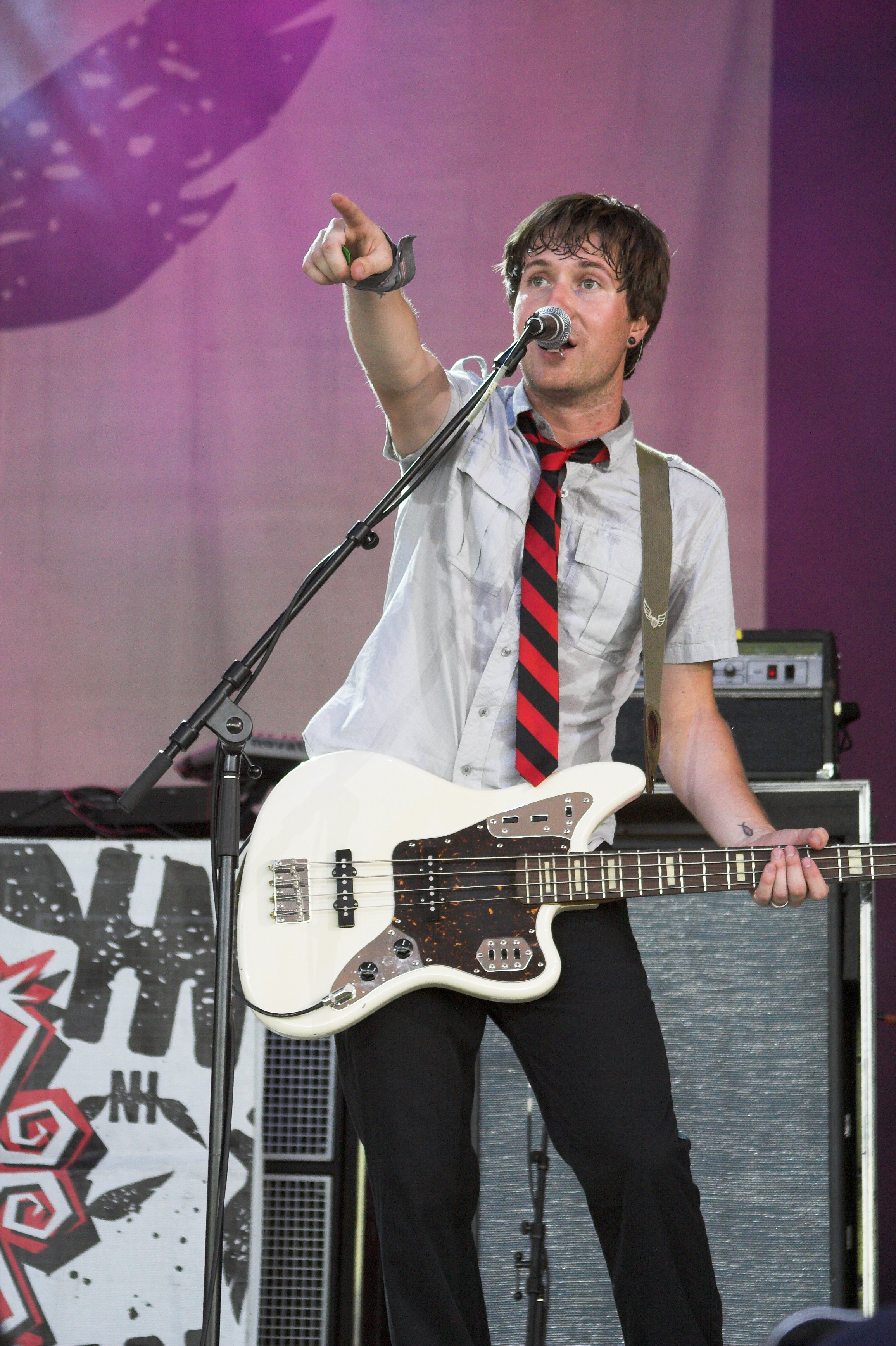
Le bassiste Daniel Biro.

Hawk Nelson continue de granir en popularité et devient élu meilleur nouveau groupe par CCM Magazine en février 2006. Le 4 avril 2006, Hawk Nelson publie l'EP Connect Sets avec six chansons acoustiques dont Bring Em' Out, Thing We Go Through, et California. Le groupe sort, le 4 avril 2006, son deuxième album intitulé Smile, It's the End of the World qui les fera connaître du grand public. Le succès est énorme et l'album dépassera les 4 millions d'exemplaires vendus. Le premier single de l'album, Everything You Ever Wanted, est la quatrième chanson la plus jouée de l'année 2006. Le groupe passe l'été 2006 à faire la tournée des principaux festivals de musique chrétiens. Il sort un album trois titres intitulé Gloria en novembre 2006. Le groupe est élu « révélation de l'année 2006 »,.
Le groupe joue quelques années sous label indépendant à Ontario avant d'être signé par Tooth & Nail Records, sur la recommandation de Trevor McNevan, le leader du groupe  Thousand Foot Krutch. Dans une interview, Jason Dunn, le chanteur, révèle la signification du nom du groupe. Il expliqué que, quand il avait 14 ans, il jouait à un jeu vidéo intitulé Too Extreme sur sa PlayStation. Il devait donner un nom à son personnage et il a pris le nom de Tony Hawk. Nelson vient du nom d'un magasin de réparation de bateaux dans sa ville natale : Nelson Boot Repair .
Le 27 mars 2007, Hawk Nelson publie un double-album qui comprend Letters to the President et Smile It's the End of the World. Ils sortent ensuite l'EP Holiday Trio le 20 novembre 2007.
En 2007, Aaron Tosti quitte le groupe et est remplacé par Justin Benner.

### Hawk Nelson Is My FriendetLive Life Loud(2008–2010)
En janvier 2008, le groupe effectue sa propre tournée baptisée The Green T Tour aux côtés de Capital Lights et Run Kid Run.
Leur troisième album, Hawk Nelson Is My Friend, est publié le 1er avril 2008, et comprend des chansons co-écrites par Trevor McNevan de Thousand Foot Krutch, Raine Maida de Our Lady Peace et Richard Marx. En 2008 toujours, le groupe contribue à une reprise de Don't You (Forget About Me), à l'origine des Simple Minds, issue de l'EP Don't You Forget About Me: The Covers. Le 8 juin 2010, Hawkology: Anothology of Hawk Nelson est publié ; il s'agit d'une compilation comprenant les trois albums Letters to the President, Smile, It's the End of the World, et Hawk Nelson Is My Friend. Le 16 juin 2009, Summer EP est publié sur Internet uniquement.
En 2009, Hawk Nelson est nommé d'un Grammy Award dans la catégorie est Recording Package pour l'album Hawk Nelson Is My Friend.
Le 21 juillet 2009, Hawk Nelson publie son second single du quatrième album Live Life Loud, intitulé The Meaning of Life ; puis le 8 août, leur chanson Alive, est jouée sur les radios chrétiennes. Ils publient leur quatrième album, Live Life Loud, le 22 septembre 2009. La chanson-titre, Live Life Loud, est incluse dans la liste des chansons téléchargeables sur Rock Band en avril 2010.

### Crazy Love(2011–2012)
Le 8 février 2011, Hawk Nelson publie son cinquième album studio, Crazy Love, accompagné en parallèle d'u nEP acoustique intitulé The Light Sides. Hawk Nelson publie un autre EP spécial Noël, intitulé Christmas EP, le 1er novembre 2011, qui comprend les chansons Hark the Herald Angels Sing, The Wassail Song, et Up on the Housetop. Le 27 mars 2012, Hawk Nelson publie une compilation, The Songs You've Already Heard: Best of Hawk Nelson.
Le 1er février 2012, le chanteur Jason Dunn annonce son départ du groupe afin de se consacrer à sa carrière musicale solo, Lights Go Down, avec un album intitulé Abandon Progress. Le 11 mars 2012, à Fresno, en Californie, Dunn joue son dernier concert avec Hawk Nelson. Le guitariste Jonathan Steingard devient le chanteur du groupe.

### Made(2012–2014)
Le départ de Dunn, et son remplacement par Steingard au chant, marque un changement dans le style habituellement pop punk du groupe, qui alterne plus vers un pop rock alternatif. Le 11 décembre 2012, Hawk Nelson annonce leur signature au label Fair Trade Services. Made est publié le 2 avril 2013,. La sortie de l'album est précédée par celle d'un single le 15 janvier 2013, Words, avec Bart Millard de MercyMe, qui se classe premier des Christian Hot AC/CHR.

### Diamonds(depuis 2015)
Le 10 décembre 2014, Hawk Nelson publie le premier single de son futur album, Drops In the Ocean, sur YouTube, et mis en ligne sur iTunes le 13 janvier 2015. L'album, Diamonds, est annoncé le 21 janvier. Diamonds est le deuxième album de Jonathan Steingard au chant, et le premier pour le guitariste Micah Kuiper et le batteur David Niacaris. Just Getting Started, une autre chanson issue de Diamonds, est incluse dans plusieurs spots publicitaires pour American Idol avant la sortie de l'album. L'album sort sur iTunes le 17 mars 2015.

## Membres

### Membres actuels
- Daniel Biro – basse, chœurs (depuis 2002)
- Jonathan Steingard – guitare (depuis 2004), chant (depuis 2012)
- Micah Kuiper - guitare (depuis 2013)
- David Niacaris - batterie (depuis 2015)

### Anciens membres
- Justin Benner – batterie (2008–2014)
- Jason Dunn - chant (2002-2012)
- Dave « Davin » Clark – guitare (2002–2004)
- Matt « Matty » Paige – batterie (2002–2005)
- Gideon « Gidz » Courtney - batterie (2005)[31]
- Aaron « Skwid » Tosti – batterie (2005–2008)

## Discographie
- 2000 : Riding Around the Park (sous le nom SWISH)
- 2003 : Saturday Rock Action
- 2004 : Letters to the President (Tooth & Nail Records)
- 2006 : Smile, It's the End of the World (Tooth and Nail Records)
- 2008 : Hawk Nelson Is My Friend (BEC Recordings)
- 2009 : Live Life Loud (BEC Recordings)
- 2011 : Crazy Love (BEC|Tooth and Nail)
- 2013 : Made (Fair Trade Services)
- 2015 : Diamonds (Fair Trade Services)

## Vidéographie
| Année | Titre                                      | Album                            | Vidéo                                       |
| ----- | ------------------------------------------ | -------------------------------- | ------------------------------------------- |
| 2003  | The Grand Introduction                     | Saturday Rock Action             |                                             |
| 2004  | California                                 | Letters to the President         | [vidéo] « Visionner la vidéo », sur YouTube |
| 2004  | Every Little Thing                         | Letters to the President         | [vidéo] « Visionner la vidéo », sur YouTube |
| 2004  | From Underneath                            | Letters to the President         | [vidéo] « Visionner la vidéo », sur YouTube |
| 2005  | Letters to the President                   | Letters to the President         | [vidéo] « Visionner la vidéo », sur YouTube |
| 2005  | Bring 'Em Out (live, featuring Drake Bell) | Soundtrack: Yours, Mine and Ours | [vidéo] « Visionner la vidéo », sur YouTube |
| 2006  | The One Thing I Have Left                  | Smile, It's the End of the World | [vidéo] « Visionner la vidéo », sur YouTube |
| 2007  | Zero                                       | Smile, It's the End of the World | [vidéo] « Visionner la vidéo », sur YouTube |
| 2008  | Friend Like That                           | "Hawk Nelson Is My Friend"       |                                             |

## Distinctions
GMA Canada Covenant Awards
- 2006 : album rock/alternatif de l'année : Smile, It's the End of the World[32],[33]
- 2007 : deux nominations : chanson alternatif/rock moderne de l'année : The One Thing I Have Left, et enregistrement de l'année pour Everything You Ever Wanted
- 2008 : deux nominations : groupe de l'année, album alternatif/rock moderne de l'année : Hawk Nelson Is My Friend
- 2009 : chanson alternatif/rock moderne de l'année : Live Life Loud[34]
- 2010 : deux prix : chanson alternatif/rock moderne de l'année : Live Life Loud!, et chanson alternatif/rock moderne de l'année : Never Enough
- 2011 : deux prix : album rock de l'année : Crazy Love, et chanson rock de l'année : Crazy Love

 GMA Dove Awards
- 2007 : Recorded Music Packaging : Smile, It's the End of the World
- 2009 : Recorded Music Packaging : Hawk Nelson Is My Friend
- 2010 : Recorded Music Packaging : Live Life Loud
- 2012 : chanson rock de l'année : Your Love Is A Mystery
- 2012 : chanson rock/contemporaine de l'année : Crazy Love
- 2012 : album rock/contemporain moderne de l'année : Crazy Love
- 2012 : clip de l'année : Crazy Love

Golden Ear Music Awards (Ignite Your Faith Magazine)
- 2006 : meilleur groupe, meilleur chanteur (Jason Dunn[35]

Grammy Awards
- 2009 : Best Recording Package : Hawk Nelson Is My Friend (nommé)

Juno Awards
- 2007 : meilleur album gospel/chrétien contemporain de l'année : Smile, It's the End of the World (nommé)
- 2012 :meilleur album gospel/chrétien contemporain de l'année : Crazy Love (nommé)